# Saison 4 de Hannah Montana
Pour un article plus général, voir Hannah Montana.
Chronologie
Saison 3
Hannah Montana Forever est la quatrième et dernière saison de la série télévisée américaine Hannah Montana diffusée entre le 11 juillet 2010 et le 16 janvier 2011 sur Disney Channel.
En France, elle est diffusée sur Disney Channel France entre le 6 octobre 2010 et le 23 mars 2011 et au Québec depuis 18 octobre 2010 sur VRAK.TV.
Cet article présente la liste des épisodes de cette saison.

## Épisodes

### Épisode 1:Bienvenue chez moi
- États-Unis : 11 juillet 2010
- France : 6 octobre 2010 sur Disney Channel France

- États-Unis : 5,7 millions de téléspectateurs[1] (première diffusion)

- Angus T. Jones (TJ) (VF : Arthur Pestel)
- Tammin Sursok (Siena) (VF : Adeline Chetail)
- Morgan York (Sarah)
- Hayley Chase (Joannie Palumbo)

- Are You Ready (Superstar)

### Épisode 2:C'est l'effet Montana
- États-Unis : 11 juillet 2010
- France : 13 octobre 2010

- États-Unis : 5,7 millions de téléspectateurs[1] (première diffusion)

- LaTonya Holmes (Professeur #1)
- Fuschia! (Professeur #2)
- Clent Bowers (Professeur #3)
- Reggie Brow (Président Barack Obama)
- Tammin Sursok est Siena
- Erin Matthews (Karen Kunkle)
- Morgan York (Sarah)
- Hayley Chase (Joannie Palumbo)
- Ray Liotta (Principal Luger)

- Ordinary Girl

### Épisode 3:Je ne veux pas que tu restes seul
- États-Unis : 25 juillet 2010
- France : 20 octobre 2010

- États-Unis : 4,2 millions de téléspectateurs[2] (première diffusion)

- Christine Taylor (Lori)
- Tammin Sursok (Siena)

### Épisode 4:Le Grand Secret
- États-Unis : 1er août 2010
- France : 27 octobre 2010

- États-Unis : 5,7 millions de téléspectateurs[3] (première diffusion)

- Tammin Sursok (Siena)

### Épisode 5:Va voir ailleurs
- États-Unis : 8 août 2010
- France : 3 novembre 2010

- États-Unis : 4,7 millions de téléspectateurs[4] (première diffusion)

- Mitchel Musso (Oliver Oken)
- Cody Linley (Jake Ryan)
- Sheryl Crow (elle-même)

- Need A Little Love (avec Sheryl Crow)

### Épisode 6:Hannah chante pour ceux qui sont loin de chez eux
- États-Unis : 22 août 2010
- France : 10 novembre 2010

- États-Unis : 4,6 millions de téléspectateurs[5] (première diffusion)

- Drew Roy (Jesse)
- Christine Taylor (Lori)

- Been Here All Along
- I'm Still Good
- Que Sera

### Épisode 7:Même pas peur
- États-Unis : 12 septembre 2010
- France : 17 novembre 2010

- États-Unis : 4,5 millions de téléspectateurs[6] (première diffusion)

- Tammin Sursok (Siena)
- John Cena (lui-même)
- Morgan York est Sarah
- Zach Callison (Douglas)
- Brighton Sharbino (Cammi)
- Brie Bernstein (Tina)
- Nay Nay Kirby (Chelsea)
- Gildart Jackson (Quinn)
- Noah Cyrus (figurante)

- Love That Lets Go (avec Billy Ray Cyrus)

### Épisode 8:Tout pour la musique d'Hannah
- États-Unis : 3 octobre 2010
- France : 24 novembre 2010

- États-Unis : 4,1 millions de téléspectateurs[7] (première diffusion)

- Iyaz (lui-même)
- Gildart Jackson (Quinn)

- Gonna Get This (avec Iyaz)
- Que Sera

### Épisode 9:Ma révélation
- États-Unis : 7 novembre 2010
- France : 7 novembre 2010

- États-Unis : 7,1 millions de téléspectateurs[8],[9] (première diffusion)

- Valerie Mahaffey (Ms. Jameson)
- Drew Roy (Jesse)
- Jay Leno (lui-même)
- Phil McGraw (lui-même)
- Tammin Sursok

1re partie
Miley révèle à Jesse qu'elle est Hannah Montana, mais ce dernier lui dit qu'il avait déjà deviné tout seul. Heureusement, Jesse lui dit qu'il s'en fiche parce qu'il aime et Miley veut le faire revenir dans le groupe de musique d'Hannah. Mais Jesse semble avoir oublié que les fans d'Hannah ne savent pas qu'elle est en réalité Miley Stewart, car il l'embrasse en public. Maintenant, Jesse sort avec Hannah Montana. Toutefois, lorsque le public surprend Miley dans les bras de Jesse, ce dernier reçoit des insultes par les fans d'Hannah et par sa famille. Jesse demande donc à Miley de faire un choix. Miley lui dit que c'est n'est pas grave de recevoir quelques insultes, mais Jesse le prend mal et la largue. Mais les problèmes s'aggravent quand Miley est refusé à l'université de ses rêves dont elle était supposé d'y aller avec Lilly (qui a été accepté à Stanford). Miley va s'informer avec la directrice de Stanford, mais celle-ci lui dit qu'elle a souvent été absente lors des activités scolaires (à cause d'Hannah), alors que Lilly y était souvent. Pour manipuler la directrice, Miley lui fait croire qu'elle est en réalité l'assistante personnelle d'Hannah Montana. La directrice se monte compréhensive, mais également méfiante. Pour lui prouver qu'elle ne ment pas, Miley lui dit qu'elle va chercher Hannah (qui est en réalité elle-même). Cependant, Ms. Jameson (la directrice) dit à Hannah que Miley et son alter-ego (Hannah) seraient toutes les deux admises si elles étaient la même personne.
2e partie
Après son passage à Stanford, Miley revient chez elle. Lilly et Jesse lui disent que ça ne leur dérangent pas de sacrifier leurs projets pour elle. Mais Miley se rend compte qu'en réalité, que son secret peut emmener de graves problèmes à son entourage. Robby dit à sa fille qu'elle doit écouter son cœur. Miley va dans son dressing pour aller voir tous les vêtements qu'elle a porté lorsqu'elle était Hannah Montana auparavant, sur la chanson « I'll Always Remember You ». À l'émission de Jay Leno, Miley révèle son secret en interprétant « Wherever I Go ».
- Barefoot Cinderella
- I'll Always Remember You
- Wherever I Go

### Épisode 10:Popcollection
- États-Unis : 5 décembre 2010
- France : 2 février 2011

- États-Unis : 4,9 millions de téléspectateurs[10],[11] (première diffusion)

- Robin Roberts (elle-même)
- Jason Earles (Jackson)
- Billy Ray Cyrus (Robby Ray Stewart)
- Moisés Arias (Rico)

- This Is the Life
- True Friend
- One in a Million
- Nobody's Perfect
- Been Here All Along
- Life's What You Make It

### Épisode 11:Allô tata bobo
- États-Unis : 19 décembre 2010
- France : 5 janvier 2011

- États-Unis : 4,2 millions de téléspectateurs[12] (première diffusion)

- Dolly Parton (Tante Dolly)
- Michael Kagan (Collin Lassiter)
- Daniel Windhymm Hayes (Ollie Jr)

- Kiss It All Goodbye

### Épisode 12:Si, mamoune, si
- États-Unis : 9 janvier 2011
- France : 16 février 2011

- États-Unis : 4,3 millions de téléspectateurs[12] (première diffusion)

- Vicki Lawrence (Mammaw Ruthie)
- Jon Cryer (Kenneth Truscott)
- Kelly Ripa (elle-même)
- Tammin Sursok (Siena)
- Hayley Chase (Joannie Palumbo)
- Nate Hartley (Aaron)
- Tim Maculan (Maitre)
- Michael Ensign (M.. Elderman)

### Épisode 13:Mon film, ma bataille
- États-Unis : 16 janvier 2011
- France : 23 mars 2011
- États-Unis : 6,2 millions de téléspectateurs[13] (première diffusion)

- Drew Roy (Jesse)
- Tammin Sursok (Siena)
- Shanica Knowles (Amber Addison)
- Anna Maria Perez de Tagle (Ashley Dewitt)
- Mitchel Musso (Oliver Oken)

- Wherever I Go (avec Emily Osment)
- True Friend
- Barefoot Cinderella
- Kiss It Goodbye
- I'll Always Remember You

## Musique d'Hannah Montana

### Standard edition
| 1.  | Gonna Get This (featuring Iyaz)               | Niclas Molinder, Joacim Persson, Johan Alkenas, Drew Ryan Scott      | 3:17 |
| 2.  | Que Será                                      | Toby Gad, BC Jean, Denise Rich                                       | 3:00 |
| 3.  | Ordinary Girl                                 | Toby Gad, Arama Brown                                                | 2:58 |
| 4.  | Kiss It Goodbye                               | Molinder, Persson, Jakob Hazell, Charlie Masson, Christoffer Wikberg | 2:45 |
| 5.  | I'll Always Remember You                      | Mitch Allan, Jessi Alexander                                         | 3:53 |
| 6.  | Need a Little Love (featuring Sheryl Crow)    | Jamie Houston                                                        | 3:55 |
| 7.  | Are You Ready                                 | Toby Gad, BC Jean, Lyrica Anderson                                   | 3:16 |
| 8.  | Love That Lets Go (featuring Billy Ray Cyrus) | Adam Anders, Nikki Hassman                                           | 3:07 |
| 9.  | I'm Still Good                                | Jennie Lurie, Aris Archontis, Chen Neeman                            | 3:18 |
| 10. | Been Here All Along                           | Jennie Lurie, Aris Archontis, Chen Neeman                            | 4:02 |
| 11. | Barefoot Cinderella                           | Houston, James Dean Hicks                                            | 2:57 |

### Générique
Le générique d'Hannah Montana Forever est identique à celui de la saison 3 avec la même chanson mais le logo d'Hannah Montana Forever remplace celui de Hannah Montana et les séquences montrées sont des extraits d'Hannah Montana Forever. La partie avec Miley et Hannah a été re-tournée. Mitchel Musso, qui n'est plus un personnage principal, n'apparait pas dans le générique d'Hannah Montana Forever.